# Liste der Kulturdenkmäler in Lehnerz
Die folgende Liste enthält die in der Denkmaltopographie ausgewiesenen Kulturdenkmäler auf dem Gebiet des Ortsteils Lehnerz der  Stadt Fulda, Landkreis Fulda, Hessen.
Hinweis: Die Reihenfolge der Denkmäler in dieser Liste orientiert sich an der Anschrift, alternativ ist sie auch nach der Bezeichnung oder der Bauzeit sortierbar.
Kulturdenkmäler werden fortlaufend im Denkmalverzeichnis des Landes Hessen durch das Landesamt für Denkmalpflege Hessen auf Basis des Hessischen Denkmalschutzgesetzes (HDSchG) geführt. Die Schutzwürdigkeit eines Kulturdenkmals hängt nicht von der Eintragung in das Denkmalverzeichnis des Landes Hessen oder der Veröffentlichung in der Denkmaltopographie ab.

## Lehnerz
| Bild            | Bezeichnung              | Lage                                                 | Beschreibung | Bauzeit      | Objekt-Nr. |
| --------------- | ------------------------ | ---------------------------------------------------- | ------------ | ------------ | ---------- |
| Bild gesucht BW | Wegekreuz                | Lehnerzer Straße 4 LageFlur: 3, Flurstück: 35        |              | 1834         |            |
| Bild gesucht BW | Gasthaus „Leipziger Hof“ | Leipziger Straße 165 LageFlur: 12, Flurstück: 212/24 |              |              |            |
| Bild gesucht BW | Grillenburg              | Leipziger Straße 183 LageFlur: 1, Flurstück: 7/12    |              | 1887         |            |
| Bild gesucht BW | Bildstock                | Michelsrombacher Straße LageFlur: 10, Flurstück: 1   |              |              |            |
| Bild gesucht BW | Friedhofskreuz           | Tilsiter Straße LageFlur: 3, Flurstück: 44/5         |              | 1880er Jahre |            |